# Pediatrična klinika Ljubljana
SPS Pediatrična klinika je del Univerzitetnega kliničnega centra v Ljubljani. Je največji terciarni center za zdravljenje in promoviranje zdravja otrok v Sloveniji. Zdravje otrok na Pediatrični kliniki spodbujajo s povezovanjem zdravljenja, raziskovanja in izobraževanja.
Osebje sestavljajo strokovnjaki različnih področij medicinskih ved. V letu 2006 se je na Pediatrični kliniki zdravilo preko 10.000 otrok, ki so bili sprejeti v bolnišnico, ambulantno pa je bilo obravnavanih preko 40.000 otrok.

## Organizacija
Pediatrično kliniko sestavljajo naslednji oddelki:
- Služba za alergologijo in revmatske bolezni
- Klinični oddelek za endokrinologijo, diabetes in presnovne bolezni
- Služba za gastroenterologijo
- Služba za hematologijo in onkologijo
- Služba za kardiologijo
- Klinični oddelek za nefrologijo
- Služba za neonatologijo
- Klinični oddelek za otroško, mladostniško in razvojno nevrologijo
- Služba za pedopsihiatrijo
- Služba za pulmologijo